# Mesochorus bipartitus
Mesochorus bipartitus là một loài tò vò trong họ Ichneumonidae.